# Nuoto sincronizzato ai campionati mondiali di nuoto 2007 - Squadre (programma tecnico)
La gara del nuoto sincronizzato - squadre tecnico dei campionati mondiali di nuoto 2007 è stata disputata il 19 e 21 marzo a Melbourne in Australia.
La gara, alla quale hanno preso parte 18 squadre nazionali, si è svolta in due turni.
La competizione è stata vinta dalla squadra russa, mentre l'argento e il bronzo sono andati rispettivamente alla squadra giapponese e a quella spagnola.

## Medaglie
| Posizione | Atleta | Paese    |
| --------- | --- | -------- |
| Oro       | Marija Gromova Natalia Ishchenko Ėl'vira Chasjanova Ol'ga Kužela Anna Nasekina Elena Ovčinnikova Svetlana Romashina Anna Šorina | Russia   |
| Argento   | Naoko Kawashima Chisa Kobayashi Hiromi Kobayashi Erika Komura Ayako Matsumura Emiko Suzuki Erina Suzuki Masako Tachibana        | Giappone |
| Bronzo    | Alba María Cabello Ona Carbonell Andrea Fuentes Tina Fuentes Gemma Mengual Gisela Morón Irina Rodríguez Paola Tirados           | Spagna   |

## Programma
| Data          | Turno       |
| ------------- | ----------- |
| 19 marzo 2007 | Preliminari |
| 21 marzo 2007 | Finale      |

### Preliminari
I migliori 12 punteggi si qualificano per la finale
| Pos. | Nazionalità    | Punti  | Note |
| ---- | -------------- | ------ | ---- |
| 1    | Russia         | 98.833 | Q    |
| 2    | Giappone       | 97.667 | Q    |
| 3    | Spagna         | 96.833 | Q    |
| 4    | Stati Uniti    | 96.167 | Q    |
| 5    | Cina           | 95.166 | Q    |
| 6    | Canada         | 95.000 | Q    |
| 7    | Italia         | 91.833 | Q    |
| 8    | Ucraina        | 90.000 | Q    |
| 9    | Grecia         | 89.833 | Q    |
| 10   | Francia        | 89.500 | Q    |
| 11   | Brasile        | 88.500 | Q    |
| 12   | Corea del Nord | 88.000 | Q    |
| 12   | Svizzera       | 88.000 |      |
| 14   | Messico        | 85.667 |      |
| 15   | Australia      | 80.333 |      |
| 16   | Venezuela      | 79.166 |      |
| 17   | Germania       | 77.833 |      |
| 18   | Egitto         | 77.833 |      |

### Finale
| Pos. | Nazionalità    | Punti  | Note |
| ---- | -------------- | ------ | ---- |
| 1    | Russia         | 99.000 |      |
| 2    | Giappone       | 97.833 |      |
| 3    | Spagna         | 97.167 |      |
| 4    | Cina           | 96.000 |      |
| 5    | Stati Uniti    | 95.833 |      |
| 6    | Canada         | 94.667 |      |
| 7    | Italia         | 93.333 |      |
| 8    | Ucraina        | 91.667 |      |
| 9    | Grecia         | 91.667 |      |
| 10   | Brasile        | 89.000 |      |
| 11   | Francia        | 88.834 |      |
| 12   | Corea del Nord | 88.667 |      |